# پروکسیما قنطورس بی
پروکسیما قنطورس بی یا پروکسیما بی (به انگلیسی: Proxima Centauri b) یک سیاره فراخورشیدی در مدار ستارهٔ کوتولهٔ سرخ پروکسیما قنطورس نزدیک‌ترین ستاره به خورشید است. این سیاره در فاصله حدود ۴٫۲ سال نوری (۱٫۳ پارسک، ۴۰ تریلیون کیلومتر، ۲۵ تریلیون مایل) از زمین و در صورت فلکی قنطورس قرار دارد.
در اوت سال ۲۰۱۶ رصدخانهٔ جنوبی اروپا کشف پروکسیما بی را اعلام کرد. پروکسیما بی، یک سیارهٔ زمین‌سان است که در حال چرخش بدور ستاره‌اش در منطقهٔ قابل سکونت می‌باشد. این سیاره در مداری در حدود ۰٫۰۵ واحد نجومی (۷٬۰۰۰٬۰۰۰ کیلومتر، ۵٬۰۰۰٬۰۰۰ مایل) به دور ستارهٔ خود در حال چرخش است. دمای پروکسیما قنطورس بی به میزانی تخمین زده می‌شود که وجود آب به صورت مایع و بر روی سطح سیاره امکان‌پذیر می‌باشد.
این سیاره نزدیک‌ترین سیارهٔ فراخورشیدی به منظومهٔ خورشیدی است و همچنین به عنوان نزدیک‌ترین سیارهٔ فراخورشیدی شناخته می‌شود که به‌طور بالقوه قابل زیستن است. این سیاره با استفاده از روش سرعت شعاعی کشف شد که در آن حرکات دوره‌ای داپلر خطوط طیفی بر روی نور ستاره میزبان نشان‌دهندهٔ وجود سیاره‌ای در نزدیکی ستاره می‌باشد. با استفاده از این روش مشخص شد که سرعت این سیاره نسبت به زمین در حدود ۵ کیلومتر/ساعت (۳ مایل در ساعت) است.

## ویژگی‌ها

### جرم، شعاع، و دما
تمایل ظاهری مدار پروکسیما قنطورس بی هنوز اندازه‌گیری نشده‌است.
حداقل جرم زمینی پروکسیما بی ۱٫۲۷ M⊕ است (نشان ⊕ نماد استاندارد نجومی برای سیارهٔ زمین است)، با فرض بر این که مدار آن در لبهٔ دید از زمین خوانده شده باشد، که در آن صورت اثر داپلر حداکثر دیده می‌شود. هنگامی که انحراف مداری آن شناخته شود، جرم آن قابل محاسبه خواهد بود. ۹۰ درصد از تمایل جهت‌های ممکن حاکی ازِ آن است که جرم زمینی در زیر ۳ M⊕ قرار دارد. اگر این سیاره دارای یک ترکیب سنگی و متراکم زمین‌سان باشد، شعاع آن حداقل ۱٫۱ R⊕ است. اگر چگالی آن کمتر از زمین باشد، سیارهٔ بزرگ‌تری خواهد بود یا جرمی بالاتر از حداقل جرم خواهد داشت. این سیاره دارای دمای تعادل ۲۳۴ K.. (-39 °C؛۳۸ °F) است. این دما نمایان‌گر آنست که سیاره در منطقهٔ قابل سکونت ستارهٔ مادر خویش است.

### ستارهٔ مادر
این سیاره به دور ستارهٔ کوتولهٔ سرخ که از نوع ام M و به نام پروکسیما قنطورس است می‌گردد. ستاره دارای جرمی برابر با ۰٫۱۲ و شعاع ۰٫۱۴ R☉. نسبت به خورشید است که دمای سطح آن ۳٬۰۴۲ درجهٔ کلوین و مدت زمانی که از پیدایش آن گذشته نزدیک به ۴٫۸۵ میلیارد سال است. در مقایسه، خورشید ۴٫۶ میلیارد سال قدیمی است و دمای سطح آن ۵٬۷۷۸ درجهٔ کلوین است. پروکسیما قنطورس تقریباً هر ۸۳ روز یک بار به دور خود می‌چرخد، و دارای درخشندگی حدود 0.0015 L☉ است. بر خلاف دیگر ستارگان کم جرم همانندش، این ستاره غنی از فلزات است. فلزیگی آن ([آهن/ هیدروژن) ۰٫۲۱  یا ۱٫۶۲ برابر مقدار موجود در جو خورشید است.

### مدار
پروکسیما قنطورس بی  هر ۱۱٫۱۸۶ روز یک بار به دور ستارهٔ میزبان خود در فاصلهٔ نیم‌قطر بزرگ حدود ۰٫۰۵ واحد نجومی (۷٬۰۰۰٬۰۰۰ کیلومتر؛ ۵٬۰۰۰٬۰۰۰ مایل) می‌گردد، که این به معنی فاصلهٔ سیاره به ستارهٔ میزبان خود برابر با یک‌بیستم فاصلهٔ زمین با ستارهٔ میزبان خود، خورشید است. در مقایسه، عطارد، که نزدیک‌ترین سیاره به خورشید است، فاصلهٔ محور نیمهٔ اصلی از ۰٫۳۹ واحد نجومی است. پروکسیما قنطورس بی نزدیک به ۶۵٪ مقدار شار تابشی که زمین از خورشید دریافت می‌کند، از ستارهٔ مادر دریافت می‌کند. با این حال، به دلیل مدار تنگاتنگ‌تر آن با ستاره، پروکسیما قنطورس بی حدود ۴۰۰ برابر شار پرتو ایکس بیشتر از زمین دریافت می‌کند.